# ほんじょうFM
株式会社ほんじょうFM（ほんじょうエフエム）は、埼玉県本庄市、児玉郡上里町、神川町、美里町の各一部地域を放送対象地域として超短波放送（FM放送）を営む特定地上基幹放送事業者である。
ほんじょうエフエムの愛称でコミュニティ放送を行っている。また、周波数の89.3MHzにちなんだ「はぐくみラジオ」を副愛称としている。

## 概要
2021年（令和3年）4月14日開局。
本庄市役所危機管理課に勤務していた坂上幸規は、災害時でのラジオの必要性を感じ市役所を退職。その後ほんじょうFMを設立し、代表取締役社長に就任した
。
いわゆるきらら方式を採用したが、クラブ・加盟店募集だけでなく、株主についても法人・個人から募集している。
本社は本庄市朝日町一丁目にある。演奏所（スタジオ）は本庄市朝日町二丁目の居酒屋を改装したもの。送信所は本庄市駅南の埼玉グランドホテル本庄にあり、特定地上基幹放送局の呼出符号はJOZZ3CZ-FM、呼出名称はほんじょうエフエム、周波数89.3MHz、空中線電力15W、放送区域は本庄市、上里町、神川町、美里町の各一部地域。
インターネット配信はFM++による。

## 沿革
- 2020年（令和2年）
  - 4月10日 - 株式会社ほんじょうFM設立[4]
- 2021年（令和3年）
  - 2月9日 - 特定地上基幹放送局の予備免許取得[1]
  - 2月18日 - 特定地上基幹放送局の免許取得
  - 4月14日 - 開局[6]、正午より放送開始[7]、FM++によるインターネット配信も開始[8]

## 番組
※ 朝7時から夜9時まで放送。夜9時〜朝7時まで再放送。
- 本庄市からのお知らせ（月 - 日曜 7:55 - 8:00・11:55 - 12:00・17:55 - 18:00）
- 未来へのエール（火曜 8:00 - 9:00）：石井宏彰
- スイーツ部（月曜 12:00 - 13:00）：寿々乃舞
- 子ども食堂通信（月曜 13:00 - 14:00）：寿々乃舞
- ハピハピハピハピハッピーラジオ（月曜 16:00 - 17:00）：寿々乃舞
- 寿々乃が車いすで舞ります（月曜 17:00- 17:55）：寿々乃舞
- チェリーズといっしょ（月曜　18:00 - 19:00）：チェリーズ
- ビートルズマンデー（月曜 19:00 - 21:00k）：かねＰ
- 探求　明日への日本（火曜 13:00 - 14:00）：荻野栄
- 落語（火曜 14:00 - 15:00）：荻野栄
- 本高ラジオ（火曜 17:00 - 18:00）：埼玉県立本庄高等学校生徒
- mi-ln’s Easy Listening Radio（火曜 19:00 - 20:30）：mi-ln
- ひるどきほんじょう（水曜 11:00 - 12:00）：大藤さん
- はちゆかハートフルウェンズデー（水曜 14:00 - 16:00）：はまちゃん、ちーぼー、ゆかりん
- 放課後ハイスクールトーク（水曜 17:00 - 18:00）：本庄第一高等学校生徒
- CARLabラジオ（水曜 18:00 - 19:00）：田中登志明 古平弘樹
- Science Dream（水曜 19:00 - 20:00）：hasshy、大野治夫
- 顔晴れほんたま（水曜 20:00 - 21:00）：チェルシー
- 本庄城腰元ガールズの遊ぶし学ぶし（木曜 9:00 - 10:00）：クエッティ
- 聞くだけで写真が上手くなるプロカメラマンの本音の話（木曜 10:00 - 11:00）：宮崎真一
- ちょこっとスポーツラジオ（木曜 12:00 - 13:00）：上野喜貴
- ラジオ誠心塾（木曜 16:00 - 17:00）：阿奈靖雄
- くまごじ（木曜 17:00 - 18:00）：早稲田大学本庄高等学院生徒
- お天気研究室（木曜 18:00 - 19:00）：大野治夫
- 音楽のエビデンス（木曜 20:00 - 21:00）：村上、Nami、大野治夫
- 中古おもちゃラジオひかり in 埼玉（金曜 11:00 - 11:55）：村上
- Loungin’ ラウンジン（金曜 12:00 - 13:00）：DJ Leo
- ほんじょうFM学習塾（金曜 14:00 - 15:00）：荻野栄
- カラオケ教室（金曜 15:00 - 16:00）：小暮守
- 俳句サロン（金曜 16:00 - 17:00）：阿奈&芳山
- お宝探検隊（金曜 18:00 - 19:00）：今井玲子、大野治夫
- はぐすぽ（金曜 19:00 - 21:00）：芳本つかさ
- モーニングほんじょう（土曜・日曜 7:00 - 9:00）：JUN
- おはようとこんにちは（土曜 9:00 - 11:00）：小林麻祐子
- ふわハピラジオ（土曜 13:00 - 14:00）：霜野まな
- ほんじょうFM特集（土曜 14:00 - 15:00）：荻野栄
- Street knowledge ストリートナレッジ（土曜 17:00 - 18:00）：DJ Leo
- GoGoSunday（日曜 12:00 - 13:00）：Ｓｈａｎｄｙ
- エンジョイファームエブリワン（日曜 13:00 - 14:00）：寿々乃舞
- スペシャルミュージックBOX（日曜 13:00 - 18:00）：寿々乃舞
- ピアチェーレ＋（日曜 18:00 - 19:00）：横堀しのぶ
- プロレス最高（日曜 19:00 - 20:00）：浅利リッチー、邦彦